# Оббурдон
Оббурдон (тадж. Оббурдон) — сельский населённый пункт (тадж. деҳа) в Матчинском районе Согдийской области Таджикистана. Входит в состав сельской общины (джамоата) Оббурдон, его административный центр. Расстояние от села до центра района (пгт Бустон) — 12 км. Население — 38 735 человек (2017 г.), таджики. Население в основном занято сельским хозяйством (животноводство и растениводство). 
Возник после переселния жителей в 1950-х гг. из Горно-Матчинского района (сейчас село Оббурдони-Кухна и Дашти-Оббурдон). 